# 美郷町歌 〜輝いて〜
「美郷町歌 〜輝いて〜」（みさとちょうか かがやいて）は、宮崎県東臼杵郡美郷町が制定した町歌である。作詞・岡部剛機、作曲・美郷町歌制作委員会。
本項では、町歌と同時に選定されたイメージソング「美郷・夢郷」（みさと ゆめさと）および、合併前の各村が制定していた村歌についても解説する。

## 解説
2006年（平成18年）1月1日に東臼杵郡南郷村、西郷村、北郷村の3村が合併して成立をみた美郷町の町民歌である。平成の大合併では秋田県と島根県でも同名の「美郷町」が成立したが、3町いずれも合併から早期に町歌を制定している。
- 秋田県仙北郡美郷町 - 美郷町民歌 光あふれて
- 島根県邑智郡美郷町 - 美しき郷
- 宮崎県東臼杵郡美郷町 - 美郷町歌 〜輝いて〜

### 作成経緯
東臼杵南部合併協議会では設置当初、いずれも東臼杵郡に属する南郷村、西郷村、北郷村および諸塚村の4村が参加していた。このうち諸塚村は協議会を脱退し、残った他3村では西郷村と北郷村がそれぞれ村歌と村民音頭を制定していたが、南郷村は村歌・音頭のいずれも制定していない状況であった。
協議の結果「現在の村民歌及び音頭などについては、愛唱歌として伝承していくものとする」として西郷村と北郷村が制定していた村歌と村民音頭を合併後も「地域の歌」として継承することが確認されたが、新町の町歌制定に関する取り決めはこの時点では行われなかった。
その後、2016年（平成28年）が合併10周年に当たることを記念して町歌を制定することになり、全国から歌詞の懸賞募集を行った。入選作は奈良県からの応募で、134篇の応募作から選定されたものに町歌制作委員会が「厳かな場や町旗掲揚時の斉唱等に適した曲調」の趣旨に合致する旋律を付けたものである。
制定後、町内の防災無線では正午の時報として町歌が演奏されるようになった。

## 美郷・夢郷
「美郷・夢郷」（みさと ゆめさと）は「美郷町歌 〜輝いて〜」と同時に選定された町のイメージソングである。作詞・松島賢一、補作詞および作曲・宇崎竜童。
町歌の懸賞募集に応募された134篇から拾い上げられた1篇に曲を付けてイメージソングとしたもので、作成趣旨は「さまざまな場面でのBGM等に適した曲調」とされ、南郷・西郷・北郷の3村が合併して「三つの郷」が一つの町になった経緯が歌詞に採り入れられている。町内の防災無線では15時の時報で演奏される。

## 旧村歌
以下は前身3村のうち、西郷村と北郷村が制定していた村歌と村民音頭である。いずれの楽曲も東臼杵南部合併協議会の申し合わせにより「地域の歌」として美郷町へ継承されている。なお南郷村は合併時点で村歌・村民音頭のいずれも制定していなかった。

### 旧西郷村制定
- 西郷村民歌 - 1971年（昭和46年）制定
- 西郷音頭 - 1973年（昭和48年）制定

### 旧北郷村制定
- ふれ愛・きたごう - 1994年（平成6年）制定
- 北郷音頭 - 1994年（平成6年）制定
- 星降る里は、君の故郷 - 1994年（平成6年）制定